# David Wolffsohn
David Wolffsohn (9 de octubre de 1856 - 15 de septiembre de 1914) fue el creador de la bandera de Israel, y el segundo presidente de la Organización Sionista Mundial.
Fue uno de los más cercanos de Teodoro Herzl. Nació en Lituania en 1856 y emigró a Alemania. Wolffsohn fue pionero con los Amantes de Sion una organización sionista. Con la publicación del libro de Herzl Der Judenstaat, Wolffsohn fue a Viena y se convirtió en admirador y el amigo más cercano del visionario del sionismo.
Hasta 1904, forma parte del gabinete interior del Consejo, de los trabajadores sionistas. Él acompaña a Herzl durante su viaje al actual territorio israelí. Wolffsohn es también uno de los iniciadores del fondo para el asentamiento judío, donde se convirtió en el primer presidente. Tras la muerte de Herzl, fue elegido en 1905 presidente del Congreso Sionista, que él considera principalmente la unidad de las fuerzas políticas. Muchas de sus visitas a los líderes mundiales le da la oportunidad para explicar el sionismo, y que presente los problemas que enfrentan los judíos. Dimitió en 1911.
Wolffsohn murió en 1914, y su cuerpo desde 1952 descansa en el Monte Herzl en Jerusalén. El edificio David Wolffsohn, inaugurado en 1930 en el Monte Scopus y el Kibutz Nir-David (Tel Amal), a la entrada al valle de Beit Shean- ahora llevan su nombre.